# Ургаза
Ургаза (баш. Урғаҙа) — село в Баймакском районе Республики Башкортостан России. Центр Зилаирского сельсовета. Согласно переписи 2020 года население составляло 1805 человек.

## География
Расположено на реке Большой Уртазымке и её притоке реке Кармалке.

### Перечень названий улиц и переулков
Больничный и Школьный переулки;
улицы: З. Валиди, Заречная, Калинина, К. Маркса, Коммунистическая, Ленина, 70 лет Октября, Первоцелинников, Пименова, Пионерская, Речная, Садовая, С. Юлаева, Степная, Узян, X. Давлетшиной, Шаймуратова, Шоссейная.

### Географическое положение
Расстояние до:
- районного центра (Баймак): 45 км,
- ближайшей железнодорожной станции (Сибай): 52 км.

## История
В 1910 г. был основан хутор Старо-Яковлевский, делее в 1921 г. переименован в хутор Ново-Яковлевский, с 1933 по 1960 гг. - посёлок-спутник Яковлевка Центральной усадьбы Зилаирского зерносовхоза. В 1960—1991 гг. — в составе Центральной усадьбы Зилаирского зерносовхоза.
В 1928 г. была основана деревня Узян, в 1968 г. деревня Узян включена в состав посёлка Центральной усадьбы Зилаирского зерносовхоза.
С 2005 года имеет современный статус, с 2007 года носит современное название.
Статус села посёлок приобрёл согласно Закону Республики Башкортостан от 20 июля 2005 года № 211-з «О внесении изменений в административно-территориальное устройство Республики Башкортостан в связи с образованием, объединением, упразднением и изменением статуса населённых пунктов, переносом административных центров», ст.1:

5. Изменить статус следующих населённых пунктов, установив тип поселения — село:

4) в Баймакском районе:
 л) поселка Центральной усадьбы Зилаирского совхоза Зилаирского сельсовета;
До 10 сентября 2007 года называлась селом Центральной усадьбы Зилаирского совхоза. Переименование прошло согласно постановлению Правительства РФ от 10 сентября 2007 г. № 572 «О присвоении наименований географическим объектам и переименовании географических объектов в Республике Адыгея, Республике Башкортостан, Ленинградской, Смоленской и Челябинской областях», вместе с 4 населёнными пунктами района:

 переименовать в Республике Башкортостан:
 в Баймакском районе — деревню Лесозавода № 2 в деревню Бетеря, деревню Лесоучастка Саксай в деревню Саксай, деревню фермы Суванякского совхоза в деревню Кугидель, село Центральной усадьбы Зилаирского совхоза в село Ургаза 

## Население
| 2002 | 2009  | 2010  |
| ---- | ----- | ----- |
| 2902 | ↘2393 | ↘2257 |

Историческая численность населения: в 1920—171 чел.; 1939—290; 1959—1322; 1989—2956; 2002—2902; 2010—2257.

## Инфраструктура
Филиал Зауральского агропромышленного колледжа, средняя школа, музыкальная школа, детский сад, участковая больница, дом культуры, библиотека, музей целины, физкультурно-оздоровительный комплекс, социально-культурный центр.

## Транспорт
Рядом с селом проходит региональная автодорога межмуниципального значения 80Н-044 Сибай — Акъяр.
Ведется строительство железнодорожной ветки «Сибай-Подольск-Новорудная».

## Религия
В селе есть старая мечеть. Ведётся строительство новой мечети.

## Известные уроженцы, жители
- Давлетшин Губай (Губайдулла) Киреевич (1893—1938) — башкирский писатель, государственный и общественный деятель, служил начальником политотдела Зилаирского зерносовхоза.
- Пименов Иван Тимофеевич — наводчик орудия, гвардии красноармеец, Герой Советского Союза. До призыва в армию работал трактористом Зилаирского зерносовхоза.
- Солонин Василий Степанович (25 декабря 1914 года — 4 декабря 1980 года) — главный инженер Зилаирского совхоза Баймакского района Башкирской АССР, Герой Социалистического Труда.